# Гянджа (аэропорт)
Аэропорт Гянджа — международный аэропорт одноимённого города в Азербайджане.

## Общие сведения
Аэропорт введён в эксплуатацию в 2006 году. Расположен в 7 км от центра Гянджи.
В 2006 году получил статус международного аэропорта.
6 апреля 2007 года аэропорт впервые принял тяжёлый грузовой самолёт весом 400 тонн.
В июне 2018 года в аэропорту введена система электронной выдачи визы «ASAN Viza».
В январе 2020 года в связи с пандемией COVID-19 в аэропорту ввели пятую и седьмую степени свободы воздушного пространства.
В августе 2021 года код ИАТА аэропорта был изменён с KVD на GNJ. Код KVD был связан с топонимом Кировабад — бывшим названием Гянджи, которое использовалось в 1935—1989 годы.
В 2023 году аэропорт обслужил 218 тыс. пассажиров.

## Взлётно-посадочные полосы
В аэропорту расположены две взлётно-посадочные полосы:
- 12R/30L Бетонное покрытие Размеры: 2500×44 м
- 12L/30R Армобетонное покрытие Размеры: 3300×45 м

## Принимаемые типыВС
Все типы ВС 1-4 класса, вертолёты всех типов. Максимальный взлётный вес воздушного судна 190 тонн. Классификационное число ВПП (PCN) 70/R/B/X/T.